# Guihaia grossifibrosa
Guihaia grossifibrosa är en enhjärtbladig växtart som först beskrevs av François Gagnepain, och fick sitt nu gällande namn av J.Dransf., S.K.Lee och F.N.Wei. Guihaia grossifibrosa ingår i släktet Guihaia och familjen Arecaceae. Inga underarter finns listade i Catalogue of Life.

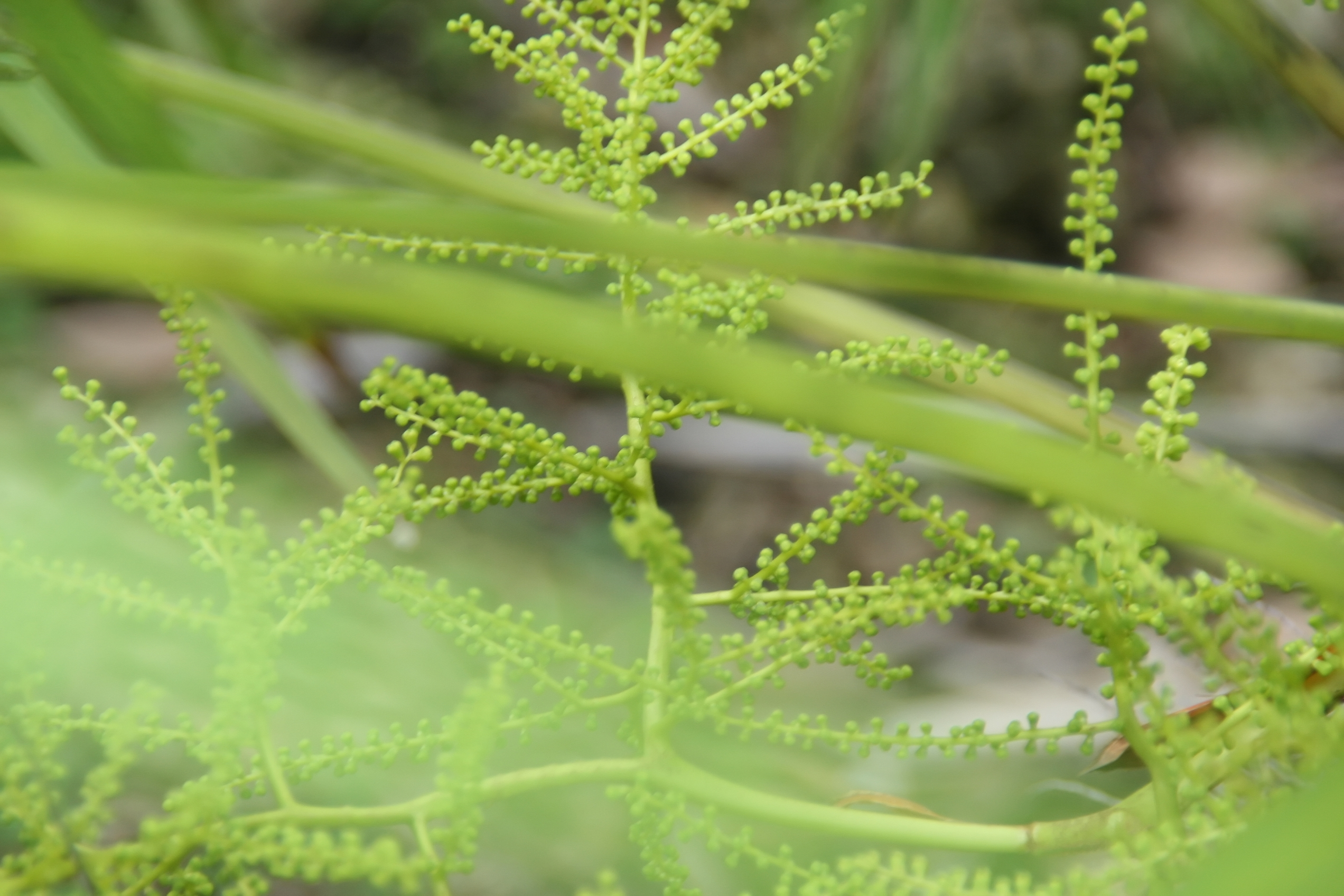
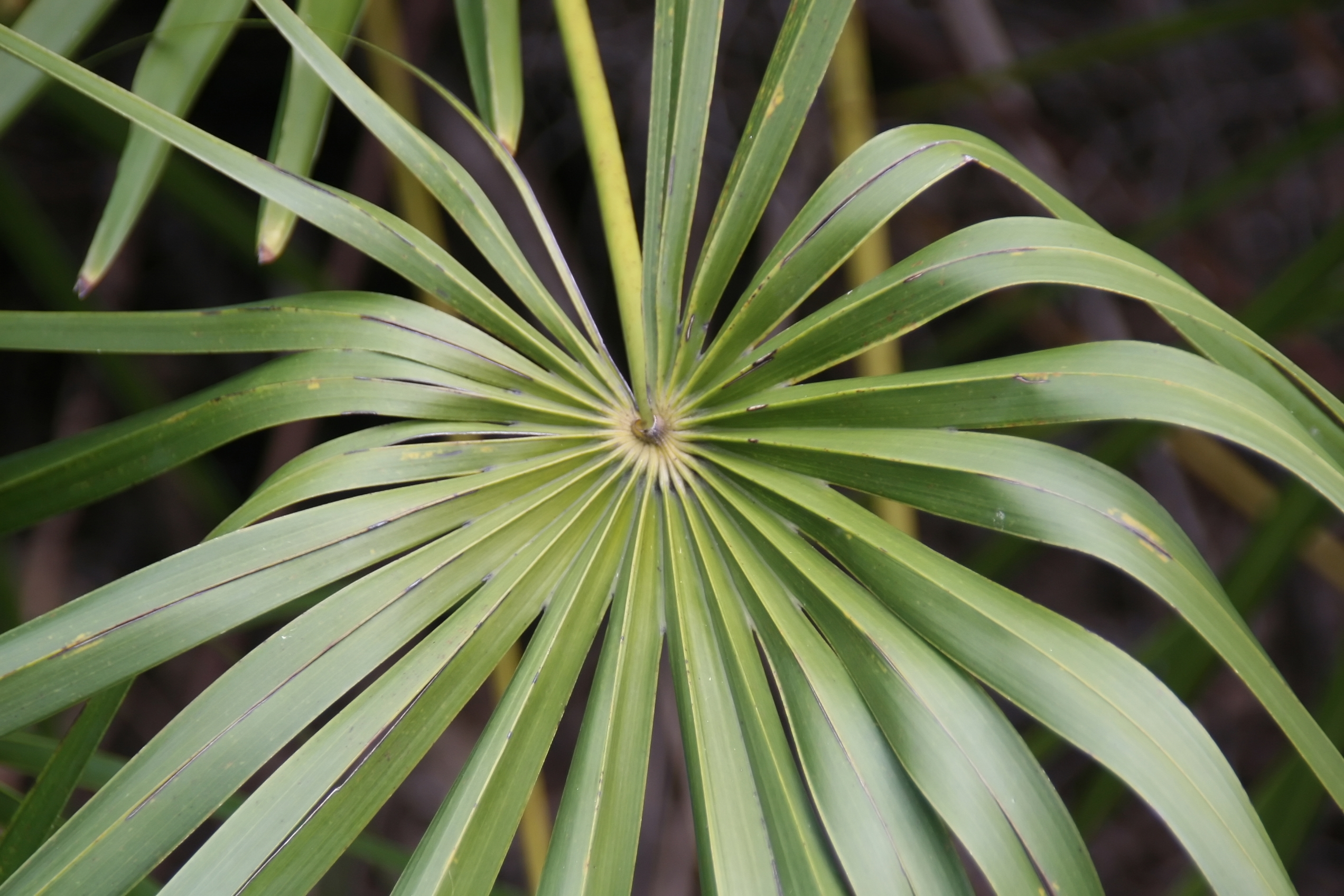